# Kate Greenaway
Catherine (Kate) Greenaway, född 17 mars 1846 i Hoxton i Hackney i London, död 6 november 1901 i Frognal i Camden i London, var en brittisk barnboksillustratör och akvarellmålare.
Greenaway debuterade som illustratör 1867, och blev snabbt populär. Hennes första bok med egen text var Under the Window (Smått folk, 1878), som blev hennes verkliga genombrott. Som illustratör skapade hon en egen stil, där hon smälte samman impulser från sagovärlden och prerafaeliterna. Hennes linjer är sirliga, koloriten pastell-liknande, och hennes barnböcker har bildat skola i Storbritannien. Förutom att påverka andra konstnärer kom hennes illustrationer även att få ett inflytande på barnmodet.
Nedslagskratern Greenaway på planeten Venus är uppkallad efter henne.

## Galleri

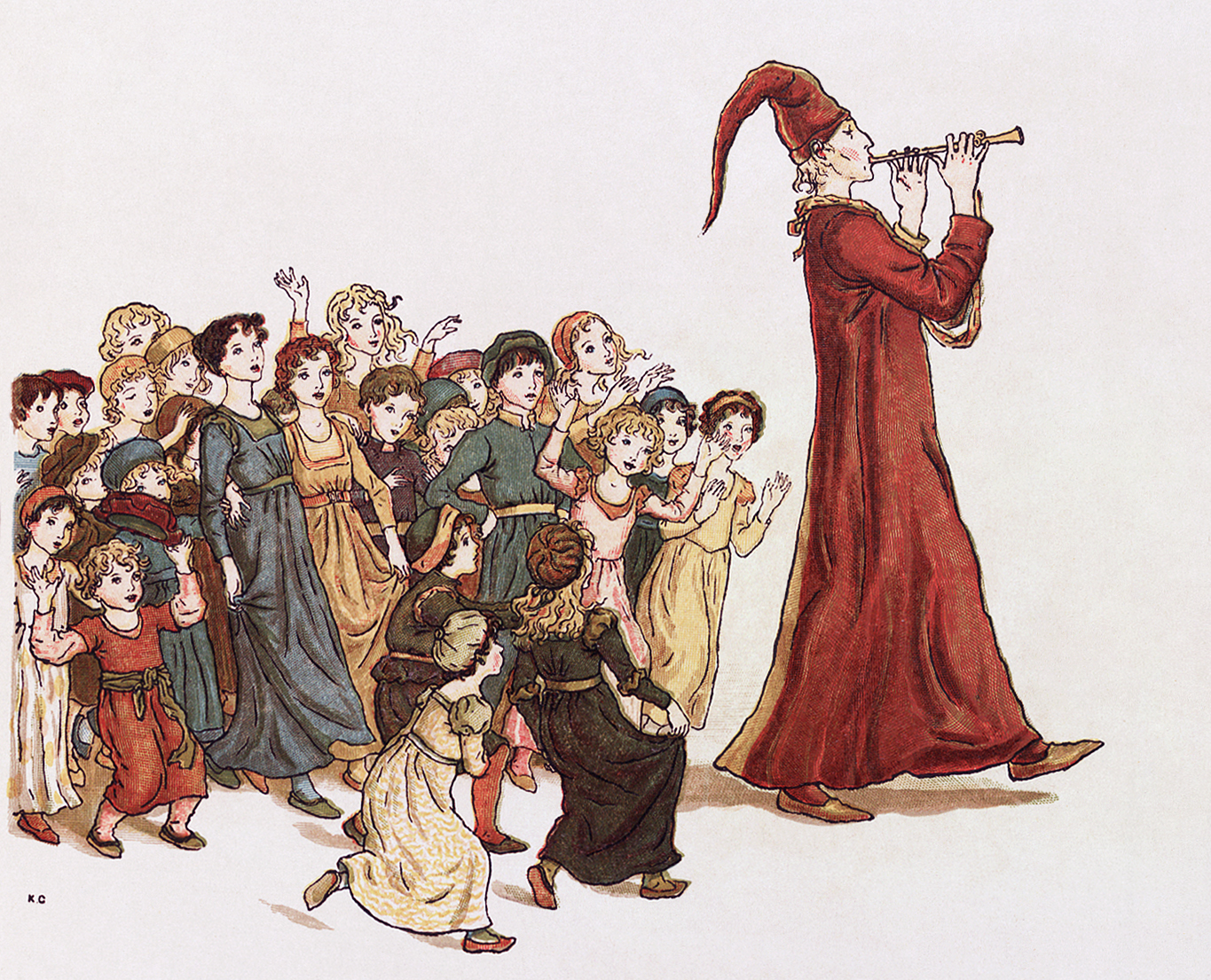
Råttfångaren i Hameln, 1888.
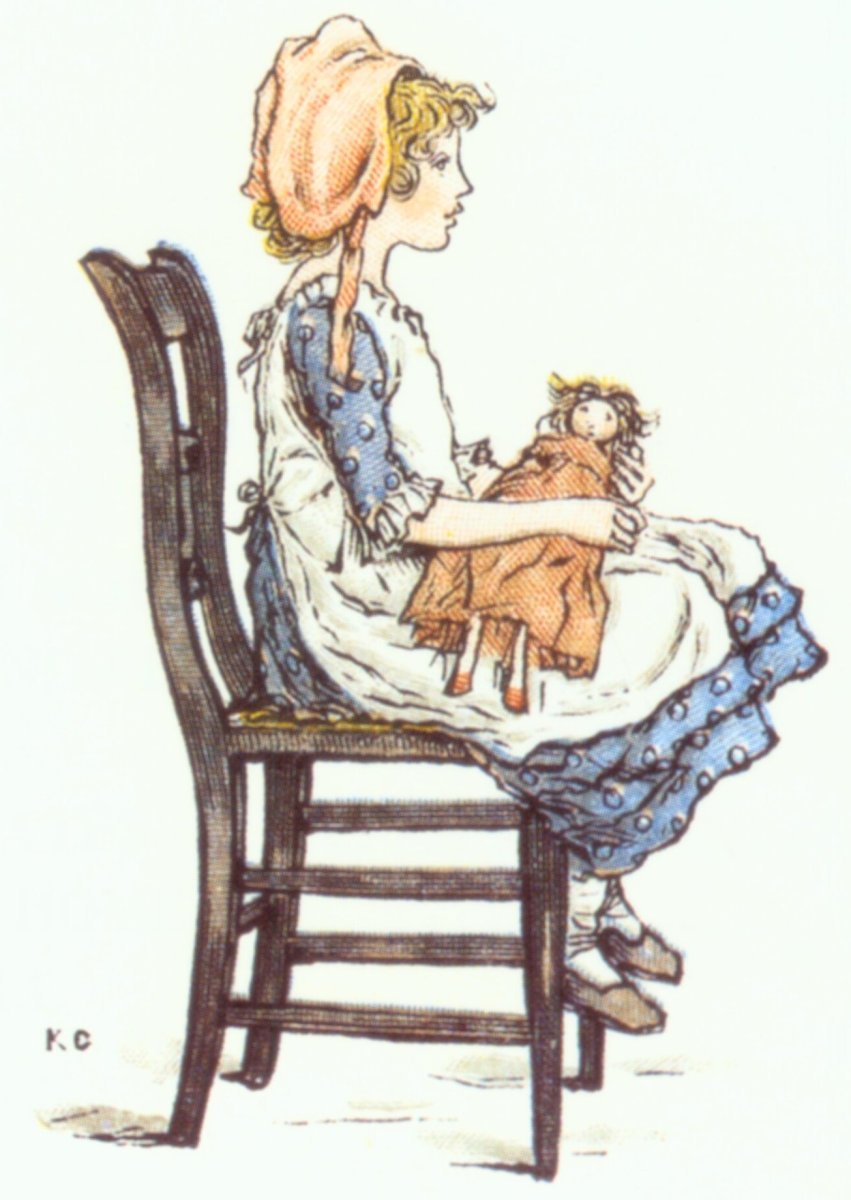
Polly i The Queen of the Pirate Isle.
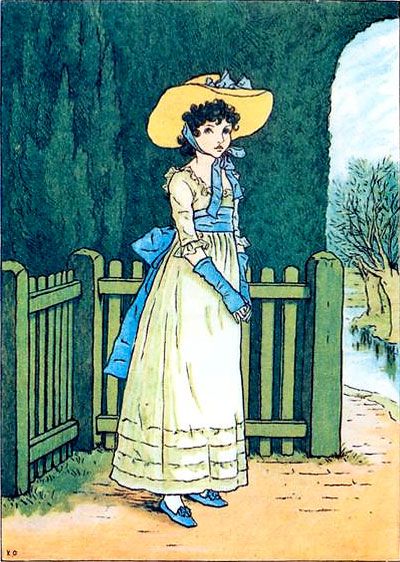
Susan Blue i Marigold Garden.